# Olof Sandin
Olof Sandin, född 29 september 1888 i Göteborg, död 2 maj 1955 i Stockholm, var en svensk litograf.
Sandin kom till Stockholm från Malmö 1912 och etablerade firman Litotryck O Sandin där han utförde litogravyrer av egna och andra konstnärers verk. Han medverkade med ett antal egna litografier vid Hantverks- och industriutställningen i Nässjö 1922. Sandin är representerad vid Malmö museum.  